# Mike Cunning

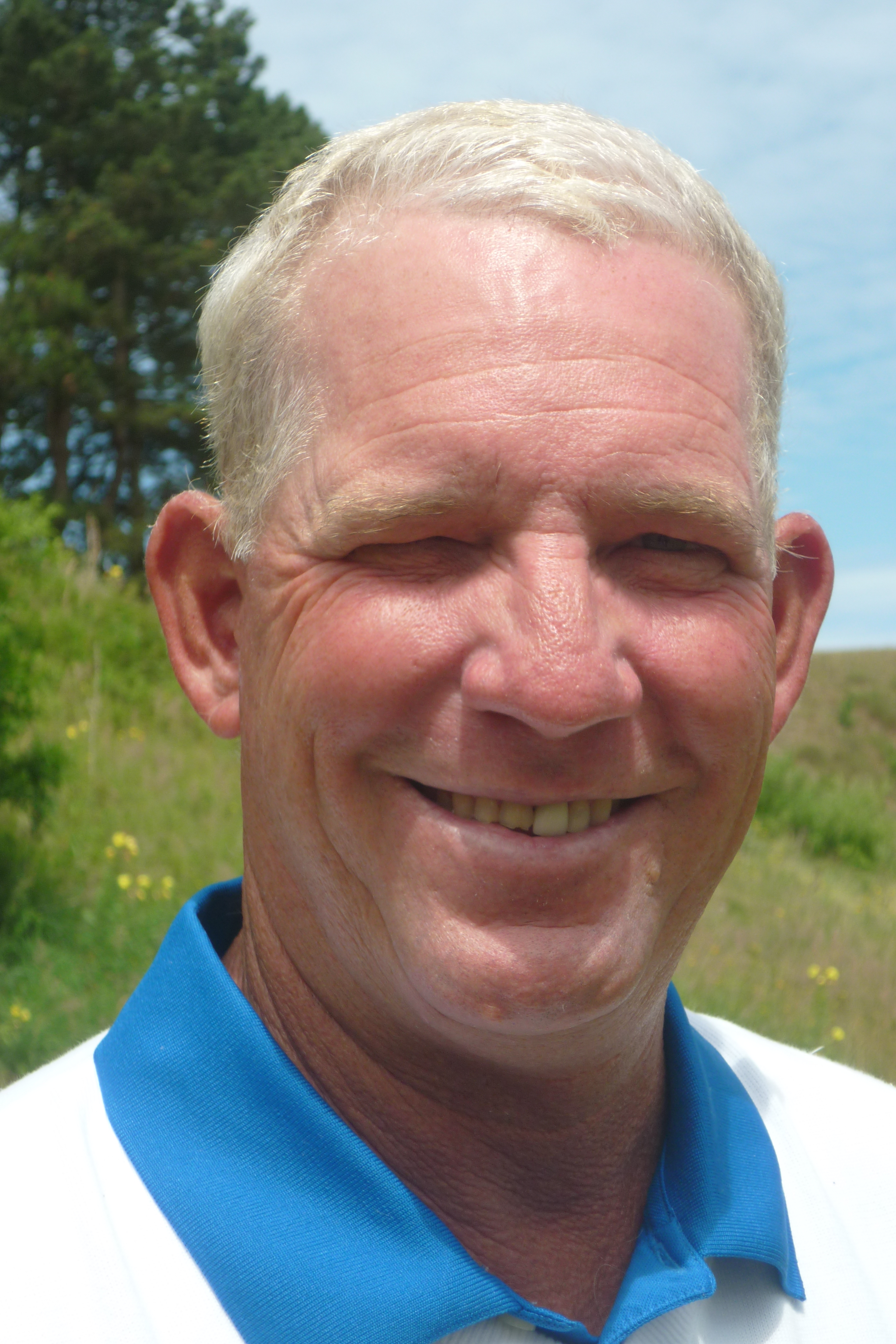

Michael Cunning (Phoenix, Arizona, 30 juli 1958) is een professioneel golfer uit de Verenigde Staten.
Mike Cunning studeerde aan de Universiteit van Arizona en speelde daar in het universiteitsteam.

## Professional
Cunning werd in 1980 professional en was niet erg succesvol in Amerika. Hij heeft twee jaar de Amerikaanse PGA Tour gespeeld, en beide jaren zijn spelerskaart verloren. Hij heeft ook op de Amerikaanse Nike Tour gespeeld. 

Meer succes had hij op de Aziatische PGA Tour, waar hij na acht jaar in 2003 een overwinning behaalde. In 1997 heeft hij aan de top van de Order of Merit gestaan. 
Cunning heeft eind tachtiger jaren ook een paar toernooien op de Europese PGA Tour gespeeld, maar zonder succes.
Sinds 2008 speelt Cunning op de Europese Senior Tour waar hij al in zijn tweede jaar de Brunei Masters won.

### Gewonnen

#### Aziatische Tour
- 2003: Royal Challenge Indian Open op de Delhi Golf Club

#### Elders
- 1990: Sao Paolo Classic (Brazilië)
- 1994: Korea Open, Paraguay Open, Pearl Heights Open (Taiwan)
- 1996: Rolex Masters (Singapore)
- 2006: Long Beach Open

#### Europese Senior Tour
- 2009:  Aberdeen Brunei Senior Masters
- 2010: OKI Castellón Senior Tour Championship